# Ябланишке Лазе
Ябланишке Лазе (словен. Jablaniške Laze) — поселення в общині Шмартно-при-Літії, Осреднєсловенський регіон, Словенія. 
Висота над рівнем моря: 455,3 м.